# Navzdory nepohodě
 Navzdory nepohodě  (2004) je album nahrávek Pepy Nose z roku 1978. Nahrávky byly digitalizovány v roce 2004 Vladimírem Misterkou.

## Seznam písní
1. Císařovy nové šaty
2. Píseň dívky, zamilované do zpěváka pop-music
3. Časy se mění / The times they are-a-changing (Bob Dylan / překlad Pepa Nos)
4. Pověz mi voděnko
5. Každej chvilku
6. Žádný strachy
7. Plukovník
8. Můj chlapec materialista
9. Pivovarský bump
10. Jak si žijí
11. Jóža Habán
12. To chce klid
13. Intelektuálka Amálka
14. Agent CIA
15. To je teď celá moudrost moje (hudba Pepa Nos / text František Gellner)

Není li uvedeno jinak, autorem písní je Pepa Nos.